# Patineur Grotesque
Patineur Grotesque byl krátký australský film z roku 1896. Režisérem byl Marius Sestier (1861–1928).
Marius Sestier natočil komický akt kolečkového brulaře v parku prince Alfreda v roce 1896. Film měl ale premiéru až o rok později ve francouzském Lyonu.
Sestier spolu s Henrym W. Barnettem natočili přibližně 19 filmů v Sydney a Melbourne mezi říjnem a listopadem 1896, což byly první snímky zaznamenané v Austrálii.